# Homotoma
Homotoma är ett släkte av insekter. Homotoma ingår i familjen Homotomidae.

## Dottertaxa tillHomotoma, i alfabetisk ordning[1]
- Homotoma altissimae
- Homotoma angolensis
- Homotoma annesleae
- Homotoma bakeri
- Homotoma bambusae
- Homotoma bamendae
- Homotoma benjaminae
- Homotoma bilineata
- Homotoma boheae
- Homotoma caroliquarti
- Homotoma chlamydodora
- Homotoma chuanana
- Homotoma distincta
- Homotoma eastopi
- Homotoma ficus
- Homotoma galbvittata
- Homotoma gressitti
- Homotoma indica
- Homotoma lahui
- Homotoma lahuri
- Homotoma maculata
- Homotoma mangiferae
- Homotoma pacifica
- Homotoma pyriformiscola
- Homotoma radiata
- Homotoma ruiliana
- Homotoma shuana
- Homotoma spiraca
- Homotoma unifasciata
- Homotoma viridis
- Homotoma wulinensis
- Homotoma xishuangana
- Homotoma yunnanica